# Quinton Hughes
Pour les articles homonymes, voir Hughes.
Quinton Hughes, dit Quinn Hughes, (né le 14 octobre 1999 à Orlando, dans l'État de Floride aux États-Unis) est un joueur américano-canadien de hockey sur glace.

## Biographie

### Carrière en club
Hughes passe quelques-unes de ses années junior au Canada alors qu'il vit à Toronto où son père avait trouvé du travail avec les Maple Leafs. Par la suite, il rejoint le United States National Development Team. À la suite de son passage avec le programme de développement, il rejoint en 2017 les Wolverines, formation représentant l'Université du Michigan. En prévision du repêchage de 2018, il est classé quatrième meilleur espoir nord-américain chez les patineurs à la mi-saison. Il est poussé à la sixième place lors du classement final.
Le 23 juin 2018, il est repêché au 7e rang au total par les Canucks de Vancouver. Il prend part au camp de développement des Canucks au début juillet et décide à la fin du camp de retourner à l'Université du Michigan pour la saison 2018-2019. 
Le 10 mars 2019, il met un terme à sa carrière universitaire et signe un contrat d'entrée de 3 ans avec Vancouver.
Quinn Hughes est nommé le 15e capitaine des Canucks de Vancouver un an après avoir signé sa prolongation de contrat avec l'équipe. 

### En équipe nationale
Hughes possède les passeports canadiens et américains. Cependant, il a décidé de représenter les États-Unis au niveau international. Il est sélectionné pour son premier championnat du monde sénior en 2018.

## Parenté dans le sport
Quinton Hughes provient d'une famille ayant une histoire avec le hockey sur glace. Ses petits frères Luke et Jack jouent aussi au hockey sur glace. Son père, Jim, a joué professionnel et a, entre autres, entrainé le HK Dinamo Minsk et les Monarchs de Manchester pendant une saison tandis que sa mère, Ellen Weinberg-Hughes, a été membre de l'équipe nationale américaine où elle a remporté une médaille d'argent au championnat du monde. Finalement, son oncle Marty et son cousin Teddy Doherty ont momentanément été membres de formations professionnelles.

## Statistiques

### En club
| Saison     | Équipe                                  | Ligue      |                            | Saison régulière           | Saison régulière           | Saison régulière           | Saison régulière           | Saison régulière           |                            | Séries éliminatoires       | Séries éliminatoires       | Séries éliminatoires       | Séries éliminatoires | Séries éliminatoires |
| Saison     | Équipe                                  | Ligue      | PJ                         | B                          | A                          | Pts                        | Pun                        | PJ                         | B                          | A                          | Pts                        | Pun                        |                      |                      |
| 2013-2014  | Toronto Marlboros Bantam AAA            | GTBHL      | Statistiques indisponibles | Statistiques indisponibles | Statistiques indisponibles | Statistiques indisponibles | Statistiques indisponibles | Statistiques indisponibles | Statistiques indisponibles | Statistiques indisponibles | Statistiques indisponibles | Statistiques indisponibles |                      |                      |
| 2014-2015  | Toronto Marlboros Mn Mdgt AAA           | GTMMHL     | 74                         | 13                         | 31                         | 44                         | 16                         | -                          | -                          | -                          | -                          | -                          |                      |                      |
| 2014-2015  | Buzzers de St. Micheal's                | OJHL       | 1                          | 0                          | 0                          | 0                          | 10                         | -                          | -                          | -                          | -                          | -                          |                      |                      |
| 2015-2016  | United States National Development Team | USHL       | 34                         | 4                          | 7                          | 11                         | 10                         | -                          | -                          | -                          | -                          | -                          |                      |                      |
| 2015-2016  | United States National Development Team | USDP       | 57                         | 7                          | 17                         | 24                         | 24                         | -                          | -                          | -                          | -                          | -                          |                      |                      |
| 2016-2017  | United States National Development Team | USHL       | 26                         | 4                          | 22                         | 26                         | 10                         | -                          | -                          | -                          | -                          | -                          |                      |                      |
| 2016-2017  | United States National Development Team | USDP       | 65                         | 10                         | 43                         | 53                         | 30                         | -                          | -                          | -                          | -                          | -                          |                      |                      |
| 2017-2018  | Wolverines du Michigan                  | NCAA       | 37                         | 5                          | 24                         | 29                         | 26                         | -                          | -                          | -                          | -                          | -                          |                      |                      |
| 2018-2019  | Wolverines du Michigan                  | NCAA       | 32                         | 5                          | 28                         | 33                         | 16                         | -                          | -                          | -                          | -                          | -                          |                      |                      |
| 2018-2019  | Canucks de Vancouver                    | LNH        | 5                          | 0                          | 3                          | 3                          | 2                          | -                          | -                          | -                          | -                          | -                          |                      |                      |
| 2019-2020  | Canucks de Vancouver                    | LNH        | 68                         | 8                          | 45                         | 53                         | 22                         | 17                         | 2                          | 14                         | 16                         | 2                          |                      |                      |
| 2020-2021  | Canucks de Vancouver                    | LNH        | 56                         | 3                          | 38                         | 41                         | 22                         | -                          | -                          | -                          | -                          | -                          |                      |                      |
| 2021-2022  | Canucks de Vancouver                    | LNH        | 76                         | 8                          | 60                         | 68                         | 28                         | -                          | -                          | -                          | -                          | -                          |                      |                      |
| 2022-2023  | Canucks de Vancouver                    | LNH        | 78                         | 7                          | 69                         | 76                         | 34                         | -                          | -                          | -                          | -                          | -                          |                      |                      |
| 2023-2024  | Canucks de Vancouver                    | LNH        | 82                         | 17                         | 75                         | 92                         | 38                         | 13                         | 0                          | 10                         | 10                         | 6                          |                      |                      |
| 2024-2025  | Canucks de Vancouver                    | LNH        | 68                         | 16                         | 60                         | 76                         | 29                         | -                          | -                          | -                          | -                          | -                          |                      |                      |
| Totaux LNH | Totaux LNH                              | Totaux LNH | 433                        | 59                         | 350                        | 409                        | 175                        | 30                         | 2                          | 24                         | 26                         | 8                          |                      |                      |

### En équipe nationale
| Année | Équipe         | Compétition                 |    | PJ | B | A | Pts | Pun                |  | Résultat |
| 2016  | États-Unis U17 | Défi mondial U17            | 5  | 1  | 5 | 6 | 6   | 4e du groupe A     |  |          |
| 2017  | États-Unis U18 | Championnat du monde U18    | 7  | 1  | 4 | 5 | 4   | Médaille d'or      |  |          |
| 2018  | États-Unis U20 | Championnat du monde junior | 7  | 0  | 3 | 3 | 6   | Médaille de bronze |  |          |
| 2018  | États-Unis     | Championnat du monde        | 10 | 0  | 2 | 2 | 2   | Médaille de bronze |  |          |
| 2019  | États-Unis U20 | Championnat du monde junior | 7  | 0  | 2 | 2 | 6   | Médaille d'argent  |  |          |
| 2019  | États-Unis     | Championnat du monde        | 8  | 0  | 3 | 3 | 0   | Septième           |  |          |

## Trophées et honneurs personnels

### Ligue nationale de hockey
- 2019-2020 :
  - nommé recrue du mois de février (2020)
  - sélectionné dans l'équipe d'étoiles des recrues
  - participe au 65e Match des étoiles
- 2023-2024 :
  - participe au 68e Match des étoiles
  - remporte le trophée James-Norris
  - sélectionné dans la première équipe d'étoiles